# Bataille de Lovejoy's Station
Guerre de Sécession
Batailles
- Rocky Face Ridge
- Resaca
- Adairsville
- New Hope Church
- Pickett's Mill
- Dallas
- Kolb's Farm
- Kennesaw Mountain
- Marietta
- Noonday Creek
- Pace's Ferry
- Peachtree Creek
- Atlanta
- Ezra Church
- Brown's Mill
- Utoy Creek
- Dalton
- Lovejoy's Station
- Jonesborough

La bataille de Lovejoy's Station s'est déroulée le 20 août 1864, près de ce qui est maintenant Lovejoy, en Géorgie, dans le comté de Clayton, au cours de la campagne d'Atlanta de la guerre de Sécession. Les deux côtés parviennent à une impasse, avec l'armée de l'Union encerclant à moitié Atlanta et les défenseurs confédérés restant derrière leurs fortifications.

## Bataille

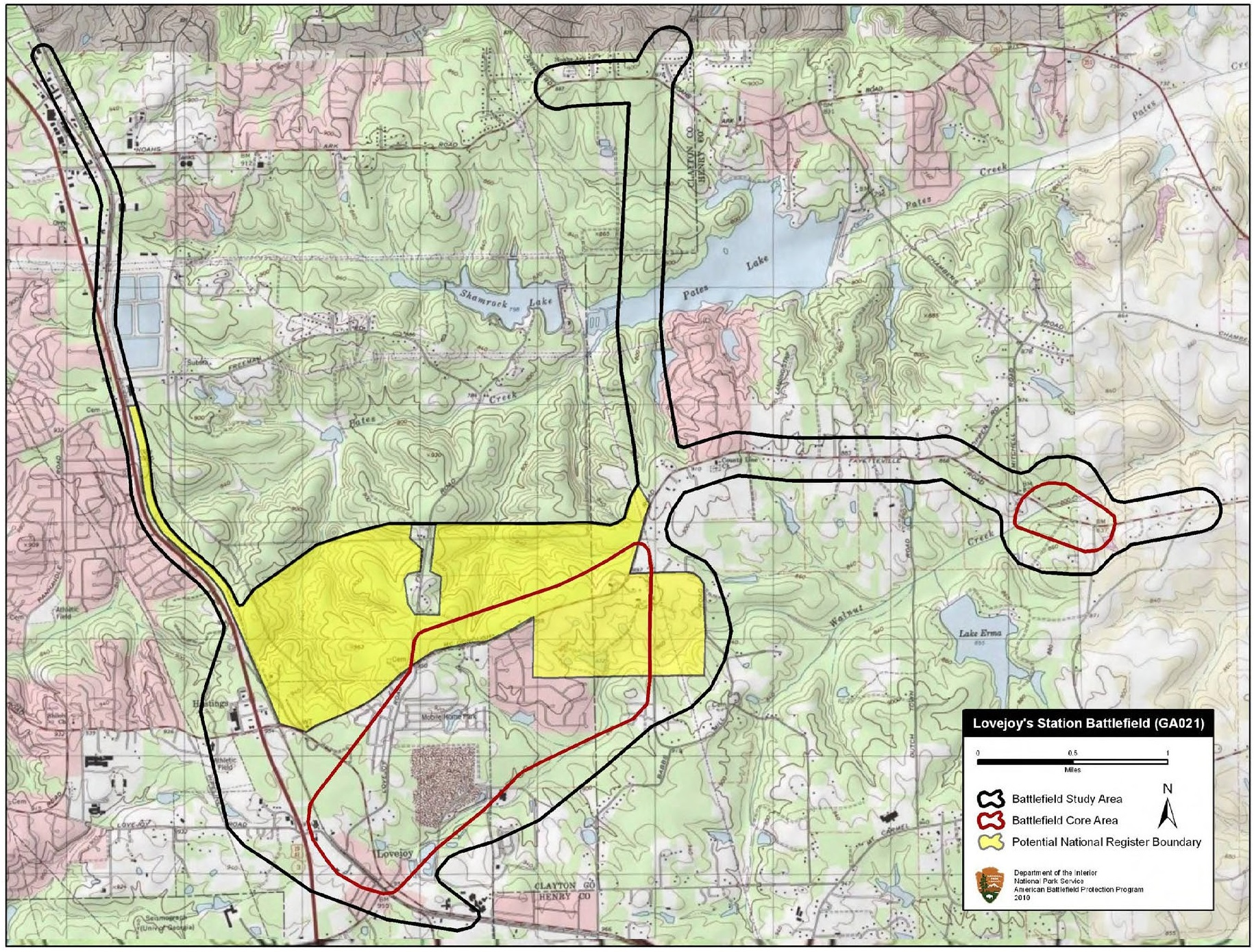
Carte de du champ de bataille de Lovejoy's Station et les zones d'étude par le programme de protection des champs de bataille américains.

Alors que le major général confédéré Joseph Wheeler, commandant de cavalerie, est absent lançant des raids contre les lignes de ravitaillement de l'Union  du nord de la Géorgie à l'est du Tennessee, le major. général William T. Sherman, commandant l'armée de l'Union, envoie la cavalerie du brigadier général Judson Kilpatrick faire un raid contre les lignes de ravitaillement confédérées. Partant le 18 août, Kilpatrick frappe le chemin de fer d'Atlanta et de West Point dans la soirée et détériore une zone de voies ferrées. Ensuite, il part pour Lovejoy's Station sur le chemin de fer de Macon & Western. En transit, le 19 août, les hommes de Kilpatrick attaquent le dépôt d'approvisionnement de Jonesborough dépôt sur le chemin de fer de Macon & Western, incendiant de grandes quantités de fournitures. Le 20 août, ils atteignent Lovejoy's Station et commencent leur destruction. L'infanterie confédérée (la division de Patrick Cleburne) apparaît et les raiders sont forcés de se battre dans la nuit, fuyant finalement pour éviter d'être encerclés. Bien que Kilpatrick ait détruit des fournitures et de la voie ferrés Lovejoy's Station, la ligne de chemin de fer est rétablie en deux jours.

## Autres actions à Lovejoy's Station
Le service des parcs nationaux considère que l'action du 20 août est une bataille, mais il y a trois autres actions militaires à Lovejoy en 1864 : le raid de la cavalerie du brigadier général Edward M. McCook les 29 juillet et 30 juillet, l'action du 2 septembre au 6 septembre, et l'action de cavalerie le 16 novembre. Les recherches archéologiques sont actuellement en cours afin de documenter des parties inexplorées du champ de bataille qui existent le long de la route de McDonough-Jonesboro, à l'est de l'US Highway 41.

## Champ de bataille actuellement
La zone de cette bataille historique s'est surtout perdue en raison de l'étalement suburbain des comtés de Clayton et Henry en Géorgie. Les derniers 100 acres (0,40 km²) sur le côté du comté d'Henry sont le lieu d'une bataille d'un tout autre genre. Les citoyens locaux, les défenseurs du patrimoine, et les historiens se battent pour arrêter le développement de cette région rurale. La communauté locale a offert de racheter le terrain pour développer un parc historique pour commémorer la bataille de la guerre de Sécession.
Le comté d'Henry, en Géorgie a annoncé l'ouverture officielle du parc du champ de bataille de la ferme de Nash, pour lequel le comté a déclaré qu'il a été le lieu du raid de Kilpatrick du 20 août, et de l'action du 2 septembre au 6 septembre 1864. Les plans pour le champ de bataille de 202 acres (0,82 km2) comprennent la transformation de la ferme en un musée et la rénovation de la grange en un lieu pour des réunions publiques et des événementiels, ainsi que la création de sentiers de randonnée tout au long de la propriété. Le musée, appelé le musée du champ de bataille de la ferme de Nash, a été fermé de façon permanente le 1er juin 2017.
Une étude, le « rapport de synthèse de l'histoire et l'archéologie du champ de bataille de la ferme de Nash », a été achevée en août 2007. Le 12 mars 2008, Lovejoy's Station a été placée pour la deuxième fois sur la liste des champs de bataille de la guerre de Sécession les plus en danger par la Civil War Preservation Trust. En 2010, le service des parcs nationaux a publié une version révisée de l'évaluation des batailles de la guerre de Sécession en Géorgie, dans lequel la bataille de Lovejoy a été réévalué en fonction de son importance militaire et de son étendue géographique (ABPP).
Les sources contemporaines (comme les Four Years in the Saddle, par William Leontes Curry), déclarent que la charge de cavalerie s'est poursuivie à proximité de la ferme de Foster, qui est aussi appelée la bataille de Walnut Creek. Les combats du 20 août 1864 se sont déroulés de manière continue de Lovejoy à Walnut Creek.